# Little Mix
Little Mix (tidligere kendt som Rhythmix) er en britisk pigegruppe dannet i 2011, bestående af Perrie Edwards, Leigh-Anne Pinnock og Jade Thirlwall. Oprindeligt var sangerinden Jesy Nelson også en del af gruppen, men forlod gruppen den 14 december 2020 efter mere end ni år. Gruppen blev dannet til den ottende sæson af The X Factor. Little mix blev den første gruppe, der vandt i programmets otteårige historie, idet de slog Marcus Collins i finalen. Efter deres sejr underskrev de en kontrakt med Simon Cowells pladeselskab Syco Music, og udgav deres første single, en version af Damien Rices "Cannonball".
Som deltagere i The X Factor, havde de det tidligere N-Dubz-medlem Tulisa Contostavlos som mentor. Perrie, Jesy, Leigh-Anne og Jade stillede alle fire op til programmet som solo-artister, men nåede ikke igennem bootcampen. Dommerne valgte at give dem en mere chance i gruppekategorien. Perrie og Jesy blev sat i en gruppe kaldet  Faux Pas, mens Jade og Leigh-Anne kom i en gruppe kaldet Orion. Ingen af grupperne kom igennem bootcampen. Herefter blev de fire pige samlet til den endelige gruppe kaldet Rhythmix.
Efter det første liveshow blev de dog tvunget til at ændre deres navn.
Et bane med navnet Rhytmix fandtes allerede. Hermed skiftede gruppen navn, og “Little Mix” blev født.
De udgav deres debutalbum DNA den 19. november 2012. Albummet kom ind på top 5 i otte lande, inklusiv nummer 2 i England, og nummer 4 på USAs Billboard 200. Det gjorde Little Mix til den første pigegruppe, der er kommet på USAs top 5 over debutalbum siden The Pussycat Dolls. 
Den 8. november 2013, udgav Little Mix deres andet album Salute. Det tredje album “Get Weird” blev udgivet den 6. november 2015. Det var især med dette album, at gruppen opnåede international anerkendelse. Sange som “Black Magic”, “Secret Love Song” og “Hair” var blandt de store hits. Den 18. november udkom det fjerde album “Glory Days”, efterfulgt af “LM5” i 2018, “Confetti” i 2020 og til slut “Between Us” i 2021.

## Diskografi
- DNA (2012)
- Salute (2013)
- Get Weird (2015)
- Glory Days (2016)
- LM5 (2018)
- Confetti (2020)
- Between Us (2021)

## Koncertturnéer
- DNA Tour (2013)
- The Salute Tour (2014)
- The Get Weird Tour (2016)
- The Glory Days Tour (2017)
- Summer Hits Tour 2018 (2018)
- LM5 The Tour (2019)